# Dieter Villalpando
Dieter Daniel Villalpando Pérez (* 4. August 1991 in Mexiko-Stadt) ist ein mexikanischer Fußballspieler, der vorwiegend im Mittelfeld eingesetzt wird.

## Leben
Dieter Villalpando begann seine fußballerische Laufbahn beim CF Pachuca, in dessen U-20-Nachwuchsmannschaft und Farmteams, wie Universidad del Fútbol und Titanes de Tulancingo, er in seinen frühen Jahren zum Einsatz kam. 
Zu seinem ersten Einsatz in der höchsten mexikanischen Spielklasse kam Villalpando in einem am 18. Januar 2014 ausgetragenen Heimspiel des CF Pachuca, das gegen den Club Tijuana 2:1 gewonnen wurde. Seinen ersten Treffer für Pachuca erzielte er im Halbfinalrückspiel bei Santos Laguna, als ihm unmittelbar vor dem Halbzeitpfiff der Führungstreffer zum 2:1 gelungen war. Es war ein immens wichtiger Treffer für die Tuzos. Denn obwohl sie das Spiel am Ende mit 2:4 verloren, qualifizierten sie sich dank ihres 2:0-Heimsieges im Hinspiel aufgrund der Auswärtstorregel für die Finalspiele gegen den Club León.
Obwohl Villalpando 2014 Stammspieler seiner Mannschaft war, fand er ab 2015 in den Planungen seines Trainers keine Berücksichtigung mehr und wurde in den kommenden zweieinhalb Jahren jeweils kurzfristig an die Ligakonkurrenten UANL Tigres, Monarcas Morelia, Atlas Guadalajara und Chiapas FC ausgeliehen. Im Juli 2017 verkaufte Pachuca den Spieler an den Club Necaxa, mit dem er in der Clausura 2018 den mexikanischen Pokalwettbewerb gewann.
Anfang 2019 wechselte Villalpando zu Mexikos beliebtestem Verein Deportivo Guadalajara, was mit einer knapp zweijährigen Vereinszugehörigkeit auch seine bisher längste Station war. Beendet wurde der Vertrag seitens des Vereins am 4. November 2020, nachdem eine Frau ihn wegen angeblicher sexueller Übergriffe angezeigt hatte, die sich am Rande einer Party am 25. Oktober 2020 ereignet haben sollen. Dagegen beteuerte Villalpando seine Unschuld und betrachtete die gegen ihn erbrachten Anschuldigungen als Möglichkeit, von ihm aufgrund seines Reichtums und seines Prominentenstatus viel Geld herausschlagen zu wollen.
Nachdem er wegen der gegen ihn erhobenen Anschuldigungen lange vereinslos war, erhielt er Mitte 2021 einen Vertrag beim Club Puebla und anschließend auch bei seinem vorherigen Arbeitgeber Necaxa, weil das Verfahren noch immer schwebend war und offensichtlich auch gegenwärtig nicht abgeschlossen ist.

## Erfolge
- Mexikanischer Pokalsieger: Clausura 2018